# بيت جولة (بني العوام)

تعديل مصدري - تعديل

بيت جولة هي إحدى قرى عزلة بني القدمي بمديرية بني العوام التابعة لمحافظة حجة، بلغ تعداد سكانها 199 نسمة حسب تعداد اليمن لعام 2004.